# Butyne
Cet article court présente un sujet plus développé dans : But-1-yne et But-2-yne.
Le butyne, de formule brute C4H6, est un composé aliphatique à chaîne ouverte, de la famille des alcynes.
Il en existe deux isomères, le but-1-yne CH≡C-CH2CH3 et le but-2-yne CH3-C≡C-CH3.
Bien que leurs réactions soient très différentes en raison de la position de la triple liaison, les deux isomères partagent des propriétés communes. Tous deux sont peu solubles dans l'eau mais présentent une bonne solubilité dans l'éthanol et l'éther, et tous deux sont facilement inflammables et brûlent avec une flamme de suie.